# Il tempo delle foglie nuove
Il tempo delle foglie nuove è un romanzo a sfondo sociale di Nancy Zaroulis, pubblicato negli Stati Uniti nel 1979. In Italia è uscito nel 1980, nella traduzione di Marisa Caramella.
Il romanzo è stato tradotto anche in tedesco, svedese, olandese, finlandese, spagnolo.

## Il libro

### Tempo e luogo
Il romanzo si svolge nella città di Lowell, capoluogo della Contea di Middlesex, Massachusetts negli anni dal 1838 al 1860. La città industriale, famosa per i suoi cotonifici, che davano lavoro a molte migliaia di operaie, era costantemente mèta di personaggi illustri, desiderosi di vedere personalmente il colossale complesso e ammirati dal livello sociale raggiunto dalle lavoratrici. Tra questi visitatori, anche Charles Dickens.

### La condizione operaia a Lowell
Essere operaia a Lowell intorno al 1840 aveva un certo prestigio sociale. Oltre a ricevere vitto, alloggio e una paga, le lavoratrici venivano scelte per un alto livello di moralità ed erano generalmente istruite. Le direttrici dei pensionati tenevano al buon nome delle loro case e non tolleravano ragazze di cattivo comportamento. Si vantava che i genitori delle giovani non avrebbero mandato le figlie al lavoro, se l'ambiente non avesse offerto le migliori garanzie.
Ciò in netto contrasto con quanto avveniva in Inghilterra e in altre zone industriali degli Stati Uniti, in cui i lavoratori delle fabbriche erano sottoposti al più brutale sfruttamento e all'inganno sulle condizioni di assunzione. Per tali ragioni, a Lowell giungevano continuamente persone illustri, che di solito ripartivano con l'idea di aver visto un piccolo paradiso sociale, con operaie capaci di seguire conferenze e di redigere dei modesti giornali.
Ma, al di sotto delle apparenze, i rischi della vita in fabbrica erano molti e non piccoli: la polvere di cotone entrava nei polmoni e causava malattie spesso mortali; una distrazione da nulla poteva far finire un'infelice nell'ingranaggio dei telai meccanici; gli edifici delle fabbriche erano troppo alti, sovraffollati e surriscaldati, e un incendio avrebbe avuto conseguenze catastrofiche e arrecato perdite umane incalcolabili.

### Altri aspetti sociali
Riformismo e Socialismo - L'ambiente operaio si prestava alla penetrazione di idee di importanti riformisti, i quali denunciavano le forme di sfruttamento e chiedevano riduzioni di orario (la giornata lavorativa era di 14 ore) e maggiori garanzie sulla salute dei lavoratori. Le adesioni però non erano molte, in quanto i responsabili delle fabbriche avevano i mezzi, oltre che per licenziare gli elementi indesiderati, anche per impedire la loro assunzione da parte di altri.
Solo con il tempo si assisté all'aumento del dissenso verso l'operato dei capitalisti, i quali, non potendo mantenere le buone premesse, alla prima crisi economica, ridussero i salari e aumentarono le incombenze di ogni singola operaia, riducendo così anche i posti di lavoro. Si passò da due a tre telai, e quindi a quattro per ogni operaia. Il controllo sulla vita privata delle donne era anche più soffocante, non essendo una donna tutelata per legge, se aveva figli naturali o se il coniuge l'aveva abbandonata. Queste sventure mettevano le lavoratrici in balia di troppe prepotenze e la Chiesa (Protestante) sosteneva i capitalisti.
Predicatori - Una certa presa avevano invece i numerosi predicatori itineranti, che giungevano nelle città industriali proclamando la dannazione per i superbi e gli ingiusti (capitalisti) e li ammonivano al pentimento. Le soluzioni offerte da queste figure si traducevano in comunità di tipo religioso in cui affluivano molti derelitti. Ma, in seguito, la durezza di questi esperimenti sociali portava o al fallimento della comunità, o all'abbandono dei più deboli.
Immigrazione irlandese - A Lowell come altrove, era presente un considerevole gruppo di immigrati irlandesi. Disprezzati perché cattolici, emarginati in ogni senso, non avevano il diritto di chiedere un posto in fabbrica. Le loro misere condizioni alimentavano la piccola delinquenza locale. Solo dopo più di dieci anni, a causa dell'ingordigia dei proprietari dei cotonifici, arrivò anche il momento di assumere operaie irlandesi, più facilmente sfruttabili. La minore disponibilità di operaie americane favorì questo processo, ma ne innescò anche un altro, per cui le americane furono meno gradite (in quanto si doveva trattarle meglio) oppure non vollero spartire la loro sorte con le irlandesi.

### Trama
Sabra Palfrey è la figlia sedicenne di un predicatore itinerante, e si trova con il padre, ospiti nella dimora di un Pastore, quando questi muore per una grave e rapida malattia. Priva della madre dall'età di sei anni, sola al mondo, la ragazza rifiuta di rimanere presso la famiglia ospitante e si avvia verso la città di Lowell, con una lettera per un illustre personaggio del luogo.
Giunta a destinazione, si presenta al signor Josiah Bradshaw, agente responsabile del più antico e prestigioso cotonificio locale. L'uomo potrebbe trovarle un posto in fabbrica, tuttavia preferisce condurla in casa sua, come compagna delle tre figlie. Ma la figlia maggiore, Rachel, ammiratrice dell'abolizionista William Lloyd Garrison, coinvolge Sabra in un'avventura molto pericolosa e considerata criminale: l'aiuto a due schiavi fuggiaschi verso il Canada. La scoperta del fatto porta all'allontanamento di Rachel e alla collocazione di Sabra nella fabbrica diretta da Bradshaw. La ragazza viene alloggiata presso il pensionato delle operaie.
La brutta esperienza ha convinto Sabra a lavorare sodo per essere un giorno indipendente. ma l'apparire di un giovane conosciuto in casa Bradshaw, Silas Blood, la fa deviare dai suoi propositi. Rifiutando una ricca posizione, Silas è dalla parte dei diseredati e convince Sabra che in questo consiste lo scopo della vita. Così egli accetta il denaro della fanciulla, le chiede di risparmiare per una comunità modello, si unisce a lei in un matrimonio privo di legalità e quindi riparte.
Rimasta incinta, Sabra deve lasciare la fabbrica. Il temporaneo ritorno di Silas la pone di fronte all'irresponsabilità di lui, che del resto ripartirà per non tornare. Egli vuole cambiare il mondo, ma non sa neppure amare la figlioletta nata dalla loro unione, la piccola Clara. Perciò Sabra, nuovamente sola, trovata una sistemazione per la piccola, torna in fabbrica e constata il deterioramento delle condizioni lavorative.
Negli anni successivi Sabra si trascina in una vita sempre più misera, dove solo raramente un aiuto giungerà ad alleviare i suoi pesi. L'amore per la figlia sarà il suo sostegno. Quando la sorte sembra raddrizzarsi, Sabra apprende che Silas è morto e che neppure nell'ultima ora ha avuto una parola per lei o Clara. Negli anni trascorsi, Sabra ha avuto altre occasioni con uomini migliori di Silas, tuttavia ha sempre anteposto il suo dovere verso Clara e in questo ha meritato persino il rispetto del padre di Silas che, pur cacciandola all'inizio, lascia alla bimba una somma ingente nel testamento.
E finalmente Clara cresce e decide con un'amica di mettersi a lavorare in fabbrica. Non a Lowell, ma a Lawrence, alla Pemberton Mill. Si trova al lavoro quando, il 18 gennaio 1860, avviene il disastro della Pemberton Mill. Clara, tra tanti morti e mutilati, è apparentemente illesa, ma la sua mente ha vacillato e la fanciulla rimane priva di parola e di sguardo. Accudita in tutto dalla madre, Clara ritroverà un sorriso dopo lungo tempo.

## Edizioni in italiano
- N. Zaroulis, Il tempo delle foglie nuove, trad. di Marisa Caramella, ed. Bompiani, Milano, 1980;
- N. Zaroulis, Il tempo delle foglie nuove, trad. di Marisa Caramella, ed. Club degli Editori, Milano 1980;
- N. Zaroulis, Il tempo delle foglie nuove, trad. di Marisa Caramella, ed. Euroclub, Milano 1980;